# 陳必聽
陳必聽（？—1606年），字下之，號绎我，山東莱州府平度州人，明朝政治人物。

## 生平
万历二十八年（1600年）庚子科山東乡试举人，三十二年（1604年），登甲辰科进士，授中書舍人，三十四年卒。